# Gustaf Witte
Gustaf Witte ( - 19 oktober 1758) was een Zweeds violist die tussen 1704 en 1758 werkzaam was bij de Zweedse hofkapel. Witte blijkt een kundige maar ongedisciplineerde musicus te zijn geweest; hij verzuimde concerten met de hofkapel en weigerde plaatsvervangend hofkapelmeester Gottfried Bucholtz te gehoorzamen tijdens Anders von Dübens afwezigheid. Hij was getrouwd met Judith Mushartin.
Tijdens de tweede reis van Johan Helmich Roman verving Witte hem een tijd als kapelmeester.